# Onitsha
Onitsha – miasto w Nigerii w stanie Anambra, port rzeczny nad Nigrem. 
Liczba mieszkańców w granicach administracyjnych podczas spisu powszechnego w 2006 wynosiła 262 tysiące, natomiast aglomeracja liczy ponad 7 milionów, co czyni ją jedną z największych w Afryce.
Założone prawdopodobnie w XVI wieku przez imigrantów z królestwa Beninu. Niedługo potem stało się stolicą królestwa ludu Ibo. W 1857 brytyjscy handlarze olejem palmowym założyli w mieście faktorię handlową. Przybyli chrześcijańscy misjonarze. W 1884 Onitsza weszła w skład brytyjskiego protektoratu.
Ośrodek handlu oraz przemysłu tekstylnego, a także spożywczego (zwłaszcza olejarskiego) i drzewno-papierniczego. W mieście znajdują się katedry: katolicka i anglikańska oraz seminarium nauczycielskie dla kobiet i osiedle trędowatych. Węzeł drogowy z głównym mostem łączącym południowo-zachodnią i południowo-wschodnią część kraju.